# 해오라기속
해오라기속(Nycticorax)은 왜가리과에 속하는 조류 속이다. 학명은 "밤에 우는 새" 또는 "밤 까마귀"를 의미하며, 고대 그리스어에서 "밤"을 뜻하는 "누크토스"(nuktos)와 "까마귀"를 뜻하는 "코락스"(korax)의 합성어에서 유래했다. 해오라기가 가장 많이 알려져 있다. 중형 크기의 왜가리로 철새의 일종이다.

## 하위 종
2종의 현존 종으로 이루어져 있다.
- 해오라기 (Nycticorax nycticorax)
- † Nycticorax megacephalus
- † Nycticorax duboisi
- † Nycticorax mauritianus
- † Nycticorax olsoni
- † Nycticorax kalavikai - 선사 시대 화석종[2]
- † Nycticorax sp. (선사 시대)
- 멸종|† Nycticorax sp. (선사 시대) - 에우아섬 종들과 같은 종을 추정
- 뉴칼레도니아붉은해오라기 (Nycticorax caledonicus)
  - † Nycticorax caledonicus crassirostris (1890년 경 멸종)